# 단남초등학교
단남초등학교는 대한민국 경기도 성남시 중원구에 있는 공립 초등학교이다.

## 학교 연혁
- 1983년 3월 1일 16개 학급 편성
- 1983년 12월 30일 단남국민학교 설립 인가
- 1996년 3월 1일 단남초등학교로 개칭
- 1997년 6월 30일 학교 급식 개시
- 2012년 9월 1일 제11대 최광규 교장 취임
- 2013년 11월 1일 성남형교육 모델학교 선정
- 2014년 12월 24일 안전교육 교육감 표창
- 2014년 12월 31일 성남형교육 교육장 표창
- 2014년 12월 31일 문화예술교육 교육감 표창
- 2015년 2월 10일 2015년 성남형 교육선정
- 2015년 2월 11일 제29회 유치원 졸업식
- 2015년 2월 13일 제30회 졸업식(총5,943명)
- 2015년 3월 1일 17개 학급 편성(특수1학급, 유치원3학급)
- 2015년 3월 1일 특수학급 신설(초등1학급. 유치원1학급)